# Phyllophaga panamana
Phyllophaga panamana är en skalbaggsart som beskrevs av Chapin 1935. Phyllophaga panamana ingår i släktet Phyllophaga och familjen Melolonthidae. Inga underarter finns listade i Catalogue of Life.